# Cimetière de Saint-Émiland
Le cimetière de Saint-Émiland est un cimetière situé sur le territoire de la commune de Saint-Émiland dans le département français de Saône-et-Loire et la région Bourgogne-Franche-Comté.

## Historique
Son oratoire fait l'objet d'une inscription au titre des monuments historiques depuis le 13 mars 1950.